# Eupithecia aella
Eupithecia aella là một loài bướm đêm trong họ Geometridae.